# Kwas fusydynowy
Kwas fusydynowy, kwas fusydowy (łac. Acidum fusidicum) – organiczny związek chemiczny, naturalny antybiotyk bakteriostatyczny o budowie steroidowej. Mechanizm jego działania polega na hamowaniu syntezy białka bakterii.
Po raz pierwszy kwas fusydynowy uzyskano w 1960 w duńskim mieście Ballerup z hodowli grzyba Fussidium coccineum wyizolowanego z kału małpy. Został wprowadzony do terapii w 1962 w Danii.

## Zakres działania
Kwas fusydynowy jest stosowany głównie na Staphylococcus aureus (działa on na szczepy MRSA). Oprócz tych bakterii jest on skuteczny również na Neisseria meningitidis, Neisseria gonorrhoeae, Bordetella pertussis, Corynebacterium diphteriae, Clostridium difficile, Mycobacterium leprae, (również słaba aktywność w stosunku do Mycobacterium tuberculosis).
Podczas stosowania kwasu fusydynowego szybko dochodzi do powstawania oporności bakterii na ten antybiotyk, dlatego zaleca się stosowanie go w połączeniach z innymi antybiotykami, najlepiej z takimi, z którymi wykazuje działanie synergistyczne (cefalosporyny, penicyliny izoksazolinowe, wankomycyna, ryfampicyna). Nie należy natomiast łączyć kwasu fusydynowego z fluorochinolonami, ponieważ wykazują one między sobą działanie antagonistyczne. Kwas fusydynowy wykazuje również oporność krzyżową z cefalosporynami.

## Farmakokinetyka
Kwas fusydynowy dobrze wchłania się z przewodu pokarmowego i dobrze przenika do narządów i tkanek w tym do kości i płynu stawowego. Przechodzi również przez łożysko oraz do mleka kobiet karmiących.

## Działania niepożądane
- zaburzenia ze strony przewodu pokarmowego (nudności, wymioty, biegunka)
- żółtaczka
- wysypka
- hipokaliemia
- rabdomioliza u pacjentów przyjmujących kwas fusydynowy z atorwastatyną lub simwastatyną

Przeciwwskazaniami do stosowania kwasu fusydynowego jest niewydolność wątroby lub ciąża.